# USS Springfield (CL-66)
Pour les autres navires du même nom, voir USS Springfield.
L'USS Springfield (CL-66) est un croiseur léger de classe Cleveland entré en service dans l'United States Navy durant la Seconde Guerre mondiale.

## Caractéristiques
La classe Cleveland est la classe de croiseurs la plus nombreuse jamais construite : ce sont 29 navires (dont 2 substantiellement modifiés) sur les 52 initialement prévus qui entrent en service dans l'United States Navy, plus 9 autres convertis en porte-avions légers. Ils sont conçus pour respecter le second Traité naval de Londres signé en 1936. Le blindage est sensiblement le même que la classe précédente, la classe St. Louis. L'armement principal du Springfield est constitué de quatre tourelles triples de canons de 6 pouces de 47 calibres. Six tourelles doubles de canons de 5 pouces de 38 calibres à usage double sont installées en diamant afin de couvrir une large zone. Enfin, l'armement antiaérien est composé de quatre tourelles quadruples et quatre tourelles doubles de canons de 40 mm Bofors et de 21 canons de 20 mm Oerlikon.

## Histoire
L'USS Springfield entre en service le 9 septembre 1944. Après des tests, il accompagne le Quincy vers la conférence de Yalta en janvier 1945. Peu après, le Springfield rejoint la Task Force 58 dans l'océan Pacifique, fournissant un appui antiaérien aux porte-avions. En juillet, le croiseur participe aux bombardements navals alliés sur le Japon avec la Task Force 38. Après la guerre, le navire patrouille dans le Pacifique avant de passer les années 1950 à quai. Le 15 mai 1959, le Springfield est reconverti en croiseur lance-missiles de classe Providence avec l'indicatif CLG-7 ; les travaux durent presque trois ans, et se finissent au Boston Navy Yard. Après ses modifications, il remplace le Des Moines (en) en tant que navire amiral de la 6e flotte. À la fin des années 1960, le Springfield passe le relais au Little Rock, devenant le navire amiral de la 2e flotte à la place du Newport News (en). Après avoir sillonné de nombreuses fois les mers du globe au début des années 1970, il est envisagé de moderniser le Springfield une seconde fois. Néanmoins, le manque de fonds et l'âge du navire font qu'il est retiré du service le 15 mai 1974.

## Récompenses
L'USS Springfield a reçu deux battle stars pour son service lors de la Seconde Guerre mondiale.